# Луције Мумије Ахаик
Луције Мумије Ахаик или Луције Мумије Ахајац (лат. Lucius Mummius Achaicus) је био римски војсковођа и државник. Након окончања Четвртог македонскога рата, Квинт Цецилије Метел Македонац је успешно започео рат са Ахајцима. Ахаик је окончао Ахајски рат победом код Коринта. Након уласка у Коринт по наређењу Сената спалио је и срушио Коринт 146. п. н. е., становништво побио или продао у робље, а коринтско благо пренео у Рим.

## Претор у Хиспанији
Његов отац, Луције Мумије Старији, био је народни трибун 187. п. н. е. Луције Мумије Ахаик је изабран за претора 154. п. н. е. Као провинцију добио је Даљњу Хиспанију. У Лузитанији је 155. п. н. е. избила побуна у којој су учествовали Ветони и Бластофеничани. Пре Ахаиковог доласка победили су римску војску. Ахаик је 154. п. н. е. дошао из Рима са новом војском, победио је Луситанце и онда их је гањао не држећи се војног поретка, па се непријатељ успео престројити и у контранападу победити и побити око 9.000 римских војника. Ахаик се након тога повукао, избегавао је битку и увежбавао је војску. Остао је у Хиспанији и током 153. п. н. е. Луситанци су се након победе охрабрили да су не само дошли до Гиблтара, него су деломично прешли и у Африку. Ахаик је након тога успео да ослободи један велики град опсаде и да победи велику непријатељску војску. По повратку у Рим му је одобрен тријумф.

## Победа над Ахајцима
Изабран је за конзула 146. п. н. е. заједно са Гнејем Корнелијем Лентулом. Квинт Цецилије Метел Македонац победио је Андриска 148. п. н. е. и након тога Македонија је постала римска провинција. Почетком 146. п. н. е. Метел је у бици код Скарфеје победио ахајску и тебанску војску, којом је командовао Критолај. Међутим није окончао рат пре Ахаиковог доласка. Ахајска војска реорганизовала се код Мегаре и команду је након Критолајеве смрти преузео Дијеј. Мегара се предала, а Ахајци су се повукли на Коринтску превлаку и тада је стигао Ахаик, који је Метела послао у Македонију. Са Ахаиком је дошао и Луције Аурелије Орест и на Коринтској превлаци Ахаик је сачекао да му се окупи сва војска. Располагао је са 3.500 коњаника и 23.000 пешака. У бици крај Коринта Ахаик је до ногу потукао ахајску војску, коју је предводио Дијеј.

## Спаљивање и рушење Коринта
Део Ахајаца се најпре склонио у Коринт, а онда су побегли, а заједно са њима и већина Коринћана. Трећи дан након битке Ахаик је са војском ушао у Коринт и тада је побио већину мушког становништва, а жене и децу је продао у робље. Коринт је био богат уметничким сликама, киповима и занатским радовима, а све то благо однесено је у Рим. Коринт је спалио и срушио по наређењу Сената. Срушио је и Тебу и Халкиду и бедеме свих градова, који су ратовали против Рима. Становништво је разоружао и уместо демократија успоставио је олигархије. Укинуо је Ахајски савез и Беотијску конфедерацију.

## Проконзул
Ахаик је остао у Грчкој и током 145. п. н. е. у функцији проконзула. Стекао је поштовање својом праведеношћу и добром администрацијом. Један је од ретких римских војсковођа који су одали поштовање грчкој религији. Посветио је кип Зевса у Олимпији. По повратку у Рим одобрен му је тријумф због победе над Ахајцима. У победничкој поворци налазила се колона кола препуна ратнога плена велике уметничке вредности. Један значајан део уметничкога блага дао је краљу Пергама.

## Цензор
Ахаик је изабран за цензора 142. п. н. е. заједно са Сципионом Емилијаном. Њих двојица су се често препирала. Сципион је био превише крут и строг, па је много сенатора и витезова позвао на одговорност. За разлику од њега, Ахаик не само да никога није кажњавао, већ је многима укинуо казну, којом их је пре тога Сципион казнио. Ахаик је био добродушне нарави. Иако је донео у Рим огромно благо из Грчке, умро је релативно сиромашан.